# Oribotritia bulbifer
Oribotritia bulbifer är en kvalsterart som först beskrevs av Sandór Mahunka 1987.  Oribotritia bulbifer ingår i släktet Oribotritia och familjen Oribotritiidae. Inga underarter finns listade i Catalogue of Life.